# Керкпатрик (Орегон)
Керкпатрик (англ. Kirkpatrick) — переписна місцевість (CDP) в США, в окрузі Уматілла штату Орегон. Населення — 160 осіб (2020).

## Географія
Керкпатрик розташований за координатами 45°40′46″ пн. ш. 118°38′59″ зх. д. / 45.67944° пн. ш. 118.64972° зх. д. (45.679542, -118.649821).  За даними Бюро перепису населення США в 2010 році переписна місцевість мала площу 9,24 км², уся площа — суходіл.

## Демографія
Згідно з переписом 2010 року, у переписній місцевості мешкало 179 осіб у 63 домогосподарствах у складі 47 родин. Густота населення становила 19 осіб/км².  Було 64 помешкання (7/км²).
Расовий склад населення:
| - 46,4 % — білих - 45,3 % — корінних американців - 0,6 % — азіатів |

До двох чи більше рас належало 7,8 %. Частка іспаномовних становила 1,1 % від усіх жителів.
За віковим діапазоном населення розподілялося таким чином: 28,5 % — особи молодші 18 років, 57,5 % — особи у віці 18—64 років, 14,0 % — особи у віці 65 років та старші. Медіана віку мешканця становила 39,5 року. На 100 осіб жіночої статі у переписній місцевості припадало 115,7 чоловіків;  на 100 жінок у віці від 18 років та старших — 91,0 чоловіків також старших 18 років.
Середній дохід на одне домашнє господарство  становив 72 433 долари США (медіана — 74 688), а середній дохід на одну сім'ю — 77 577 доларів (медіана — 77 083). За межею бідності перебувало 11,0 % осіб, у тому числі 23,3 % дітей у віці до 18 років та 0,0 % осіб у віці 65 років та старших.
Цивільне працевлаштоване населення становило 59 осіб. Основні галузі зайнятості: мистецтво, розваги та відпочинок — 20,3 %, публічна адміністрація — 18,6 %, фінанси, страхування та нерухомість — 15,3 %.